# Annullabilità (diritto civile)
L'annullabilità, in diritto civile, è una forma di invalidità che colpisce un atto di autonomia privata. Fa sì che un atto esista e produca i suoi effetti finché non ne venga richiesto (e ottenuto) l'annullamento.
È diffusa negli ordinamenti di derivazione latina, in cui in genere un tipo di invalidità e rappresenta una reazione più lieve rispetto a quanto previsto dall'istituto della nullità il quale reprime le violazioni più gravi.

## L'annullabilità nel diritto italiano
In Italia, la descrizione in termini generali della fattispecie e della disciplina applicabile all'annullabilità si trova nel titolo II del capo XII del libro IV del Codice civile. Vi sono inoltre casi di annullabilità espressi e tipizzati, come ad esempio quella per gli atti compiuti dal rappresentante in conflitto di interessi (cfr.art.1394 e 1395 se tale conflitto possa dirsi conosciuto o conoscibile al terzo contraente), la vendita conclusa in violazione di speciali divieti a comprare e la carenza di legittimazione nell’ambito della comunione legale tra coniugi allorché l’alienazione, senza il consenso dell’altro, abbia ad oggetto beni immobili o beni mobili registrati (cfr.art.184 c.c.).

### Cause di annullabilità
Vengono individuate quattro subfattispecie:
- incapacità di una delle parti
- errore
- violenza
- dolo

### Caratteristiche
L'annullabilità:
- è soggetta a prescrizione (solitamente nel termine di 5 anni);
- è sanabile, mediante convalida;
- è, generalmente, relativa (è legittimato a far valere l'annullamento soltanto chi è direttamente interessato o, comunque, da alcuni soggetti espressamente determinati dalla legge)[2].

### Disciplina
La disciplina relativa all'istituto dell'annullabilità è, a differenza di quanto si osserva per la nullità, caratterizzata dal principio di tipicità nel senso che non esistono altre fattispecie che quelle indicate dalla legge, ed i rimedi correlati sono attivabili solo su istanza della parte che riceve pregiudizio dal vizio (non sono quindi rilevabili nemmeno d'ufficio da parte del giudice).
L'azione di annullabilità si prescrive in 5 anni, mentre la sua eccezione è imprescrittibile. La legittimazione è relativa, spetta cioè solo al soggetto nel cui interesse è posta la norma (es. vittima della violenza). Esiste un solo caso di annullabilità assoluta e riguarda gli atti posti in essere da un interdetto legale, e possono essere quindi impugnati da chiunque vi ha interesse.

## Annullamento nel diritto del lavoro italiano
Il 1° comma dell'art. 2126 c.c. (Prestazione di fatto con violazione di legge), se da un lato dispone che "la nullità o l'annullamento del contratto di lavoro non produce effetto per il periodo in cui il rapporto ha avuto esecuzione, salvo che la nullità derivi dall'illiceità dell'oggetto o della causa". D'altro canto, il 2° comma dello stesso articolo, sotto determinate ipotesi (nullità, o annullabilità, per violazione di norme a tutela del lavoratore), fa salvo l'effetto dell'obbligo di corresponsione della retribuzione: "se il lavoro è stato prestato con violazione di norme poste a tutela del prestatore di lavoro, questi ha in ogni caso diritto alla retribuzione" (la cosiddetta "prestazione di fatto"). Dalla salvezza dell'obbligo retributivo, ne conseguono anche, in forza di altre leggi, gli effetti obbligatori in materia di sicurezza, previdenza e assicurazioni sociali.